# JSM Challenger of Champaign-Urbana 2011
Il JSM Challenger of Champaign-Urbana 2011 è stato un torneo professionistico di tennis maschile giocato sul cemento indoor. È stata la 16ª edizione del torneo, facente parte dell'ATP Challenger Tour nell'ambito dell'ATP Challenger Tour 2011. Si è giocato a Champaign negli USA dal 14 al 20 novembre 2011.

## Partecipanti

### Teste di serie
| Nazionalità     | Giocatore              | Ranking* | Testa di serie |
| --------------- | ---------------------- | -------- | -------------- |
| Stati Uniti     | Michael Russell        | 98       | 1              |
| Sudafrica       | Izak van der Merwe     | 115      | 2              |
| Canada          | Vasek Pospisil         | 120      | 3              |
| Sudafrica       | Rik De Voest           | 130      | 4              |
| Rep. Dominicana | Víctor Estrella Burgos | 163      | 5              |
| Bielorussia     | Uladzimir Ihnacik      | 171      | 6              |
| Stati Uniti     | Michael Yani           | 174      | 7              |
| Francia         | Vincent Millot         | 184      | 8              |

- 1 Ranking al 7 novembre 2011.

### Altri partecipanti
Giocatori che hanno ricevuto una wild card:
- Brian Baker
- Roy Kalmanovich
- Dennis Nevolo
- Steve Johnson

Giocatori che hanno ricevuto uno special exempt per entrare nel tabellone principale:
- Mirza Bašić
- Jesse Levine

Giocatori che sono passati dalle qualificazioni
- Alex Bogdanović
- Kevin Kim
- Peter Polansky
- John-Patrick Smith

## Campioni

### Singolare
Alex Kuznetsov ha battuto in finale  Rik De Voest con il punteggio di 6–1, 6–3.

### Doppio
Rik De Voest /  Izak van der Merwe hanno battuto in finale  Martin Emmrich /  Andreas Siljeström con il punteggio di 2–6, 6–3, [10–4].